# Окронгле (Люблинское воеводство)
Окронгле (пол. Okrągłe) — деревня в Билгорайском повете Люблинского воеводства Польши. Входит в состав гмины Билгорай. По данным переписи 2011 года, в деревне проживало 374 человека

## География
Деревня расположена на юго-востоке Польши, в пределах Сандомирской низменности, к югу от реки Чарна-Лада, на расстоянии приблизительно 3 километров к югу от города Билгорай, административного центра повета. Абсолютная высота — 194 метра над уровнем моря. Через населённый пункт проходит региональная автодорога 835.

## История
В период с 1975 по 1998 годы деревня входила в состав Замойского воеводства.

## Население
Демографическая структура по состоянию на 31 марта 2011 года:
|         | Всего | До трудоспособного возраста | Трудоспособного возраста | Старше трудоспособного возраста |
| ------- | ----- | --------------------------- | ------------------------ | ------------------------------- |
| Мужчины | 182   | 42                          | 127                      | 13                              |
| Женщины | 192   | 36                          | 126                      | 30                              |
| Всего   | 374   | 78                          | 253                      | 43                              |